# Io non so parlar d’amore
Io non so parlar d’amore (с итал. — «Я не умею говорить о любви») — студийный альбом итальянского певца и актёра Адриано Челентано, вышедший 6 мая 1999 года, через год после выхода альбома Mina Celentano.

## Об альбоме
Данная пластинка открывает новый этап музыкальной карьеры Челентано, что способствовало дополнительному всплеску популярности артиста. Любовно-лиричный по своей тематике, альбом стал первой совместной работой Челентано с композитором Джанни Белла и поэтом-песенником Моголом (хотя со вторым певец сотрудничал ещё с шестидесятых годов). В дальнейшем певец записал с ними ещё четыре диска.
Io non so parlar d’amore пользовался большим успехом благодаря синглам «L’emozione non ha voce» (с итал. — «У эмоций нет голоса»), «Gelosia» (с итал. — «Ревность»), «Senza amore» (с итал. — «Без любви»), «L’arcobaleno» (с итал. — «Радуга») и «Angel» (с англ. — «Ангел»). На три песни из этого альбома были сняты клипы: «L’arcobaleno», «L’emozione non ha voce» и «Gelosia».
Альбом был невероятно успешен в коммерческом плане, — он разошёлся двухмиллионным тиражом и пробыл в итальянских чартах 100 недель. В Европе диск стал платиновым.

### Песни
В стилистическом плане диск получился, преимущественно, любовно-лирическим — во всех композициях рассказывается о романтических переживаниях зрелого человека. На протяжении всего альбома песни исполняются с разным темпом, иногда даже с резкими перепадами, как от ритмичного в стиле рок — до спокойного с меланхолическими интонациями.
Композиция «L’emozione non ha voce» издавалась и в более поздних альбомах Челентано — Il cuore, la voce (2001), Le volte che Celentano è stato 1 (2003), Unicamente Celentano (2006) и L’animale (2008). В версии, опубликованной в альбоме Il cuore, la voce, Челентано исполняет данную песню совместно с певцом Бьяджо Антоначчи. Песня также исполнялась Челентано живьём в некоторых телевизионных программах — например, в 2002 году в передаче Uno di noi певец исполнил эту песню совместно с Джанни Моранди, а в 2006-м — в шоу Che tempo che fa Фабио Фацио.
Композиция «L’arcobaleno» посвящена Лучио Баттисти — одному из самых популярных итальянских певцов и композиторов, умершему в 1998 году. Эта песня долгое время оставалась в верхних рядах итальянских хит-парадов. Композицию «Mi domando» изначально Джанни Белла написал для своей сестры — Марчеллы Беллы, которую она исполнила ещё в 1990 году в альбоме Verso l’ignoto…. Однако позже композитор «отдал» её Челентано.

## Телевидение
В поддержку этого альбома в октябре 1999 года на телеканале RAi Uno выходило телевизионное шоу Адриано Челентано — Francamente me ne infischio (с итал. — «Сказать по правде — мне плевать»), которое он вёл совместно с актрисой Франческой Нери. Гостями студии были такие известные личности, как Джанни Моранди, Лучано Лигабуэ, Дэвид Боуи, Ману Чао, Компай Сегундо, группа Jamiroquai, а также Горан Брегович.

## Список композиций
| №   | Название                                           | Автор(ы)                         | Длительность |
| --- | -------------------------------------------------- | -------------------------------- | ------------ |
| 1.  | «Gelosia» (Ревность)                               | Джанни Белла, Могол              | 4:31         |
| 2.  | «L’emozione non ha voce» (Чувство не имеет голоса) | Джанни Белла, Могол              | 4:09         |
| 3.  | «L’arcobaleno» (Радуга)                            | Джанни Белла, Могол              | 3:32         |
| 4.  | «Una rosa pericolosa» (Опасная роза)               | Адриано Челентано, Могол         | 4:35         |
| 5.  | «Qual’è la direzione» (Каково направление)         | Джанни Белла, Могол              | 5:15         |
| 6.  | «Angel» (Ангел)                                    | М. Ди Франко                     | 5:09         |
| 7.  | «L’uomo di cartone» (Мямля)                        | Джанни Белла, Могол              | 4:27         |
| 8.  | «Le pesche d’inverno» (Зимние персики)             | Джанни Белла, Могол              | 3:50         |
| 9.  | «Senza amore» (Без любви)                          | Карло Маццони                    | 5:00         |
| 10. | «Il sospetto» (Подозрение)                         | Фио Дзанотти, Могол              | 4:34         |
| 11. | «Mi domando» (Я спрашиваю себя…)                   | Джанни Белла, Могол              | 4:18         |
| 12. | «Sarai uno straccio» (Ты будешь тряпкой)           | Адриано Челентано, Марко Ваккаро | 5:39         |

### Список синглов
| №  | Название                            | Автор(ы)                 | Длительность |
| -- | ----------------------------------- | ------------------------ | ------------ |
| 1. | «Gelosia» (1999 год)                | Джанни Белла, Могол      | 4:31         |
| 2. | «L’emozione non ha voce» (1999 год) | Джанни Белла, Могол      | 4:09         |
| 3. | «L'uomo di cartone» (1999 год)      | Джанни Белла, Могол      | 4:27         |
| 4. | «Una rosa pericolosa» (1999 год)    | Адриано Челентано, Могол | 4:35         |
| 5. | «Qual è la direzione» (1999 год)    | Джанни Белла, Могол      | 5:15         |
| 6. | «Mi domando» (1999 год)             | Джанни Белла, Могол      | 4:18         |
| 7. | «L'arcobaleno» (1999 год)           | Джанни Белла, Могол      | 3:32         |
| 8. | «Senza amore» (2000 год)            | Карло Маццони            | 5:00         |
| 9. | «Le pesche d'inverno» (2000 год)    | Джанни Белла, Могол      | 3:50         |

## Чарты
| Позиция | 1 | 2 | ? | ? | ? | ? | ? | ? | ? | ? | ? | ? | ? | ? | ? | ? | ? | ? | ? | ? | ? | ? | ? | ? | ? | 1 | 1 | ? | ? | ? |

| Позиция | 1 | 1 | 1 | 1 | 1 | 2 | 1 | 1 | 2 | 2 | 1 | 3 | 6 | 5 | 4 | 2 | 11 | 9 | 9 | 11 | 10 | 13 | 12 | 12 | 19 | 27 | 24 | 28 | 24 | 26 |

| Позиция | 24 | 23 | 20 | 16 | 18 | 16 | 17 | 14 | 13 | 19 | 17 | 25 | 24 | 29 | 30 | 37 | 37 | 36 | 40 | 40 | 43 | 50 | 50 | 41 | 43 | 38 | 43 | 42 | 37 | 30 |

| Позиция | 47 | 44 | 24 | 38 | 33 | 33 | 34 | 29 | 39 | 37 | 33 | 26 | 33 | 27 | 26 | 27 | 43 | 32 | 31 | 34 | 30 | 46 | 31 | 41 |

| Позиция | 32 | 34 | 33 | 32 | 41 | 34 |